# Stoszowice
Stoszowice (in tedesco Peterwitz) è un comune rurale polacco del distretto di Ząbkowice Śląskie, nel voivodato della Bassa Slesia.
Ricopre una superficie di 109,82 km² e nel 2004 contava 5 613 abitanti.